# 可愛い配当
『可愛い配当』（かわいいはいとう、Father's Little Dividend）は、1951年のアメリカ合衆国のコメディ映画。映画『花嫁の父』の続編である。
監督はヴィンセント・ミネリ、出演はスペンサー・トレイシー、ジョーン・ベネット、エリザベス・テイラーなど。

## ストーリー
新婚のケイ・ダンスタンが、夫との間に子供を授かったことを発表し、父親のスタンリー・バンクスは祖父になることを覚悟しなければならなくなる。
中産階級に属し、家族を大切にするスタンリーは、前年のことを回想する。ある日の午後、幸せな気分で元気一杯に職場から戻ってきた時、妻のエリーから、何か重大なニュースを話すために娘のケイとその夫バックリー・ダンスタンが夕食を食べに来ることを聞いて、スタンリーの心は乱れる。スタンリーはそれがバックリーの仕事に関係したことだろうと思うが、新婚夫婦はケイが妊娠していることを明らかにする。バックリーの両親、ドリスとハーバートはエリーと同様に喜んでいるが、スタンリーは自分がおじいちゃんになるにはまだ若く、元気過ぎるのではないかと考え込む。すぐにエリーは顔を紅潮させ、妊娠祝いパーティを開くと言うが、スタンリーはそれを法律で罰せられない高速道路強盗だと考える。そしてエリーは、ケイ、バックリー、赤ん坊が一緒に住めるように家を改築することを提案するが、スタンリーはダメだと言う。裕福なダンスタンス家が夫婦のために自宅に棟を増築する計画を発表した時、エリーは泣きそうになるが、ケイとバックリーが自分たちの小さな家を買ったことを聞くと、ケイがその家の内装などを整えるのをエリーが自由に手伝えることに大喜びする。
新しい家に落ち着いた後、父親ととても仲の良いケイは、赤ちゃんが自分とバックリーとの関係に変化をもたらすのではないかと心配する。スタンリーは、赤ん坊の頃にどれほど自分が彼女を愛していたかを伝えて彼女を安心させる。間もなく、バンクス夫妻とダンスタン夫妻はお互いに競争でプレゼントを買い、赤ちゃんが大学に入学するまでの計画まで立てるようになる。ある夜、赤ちゃんの名前をどうするかについてエリー、ドリス、ハーバートが口論しているのを聞いたケイは泣き崩れて自分の部屋に駆け込む。ケイが自分を慰めることが出来るのはスタンリーだけであり、彼女を理解する唯一の親であると感じている。スタンリーはケイの義理の両親が二度と干渉しないようにするとケイに約束し、その翌日、スタンリーはエリーをケイの主治医であるアンドルー・ノーデル医師のところに連れて行く。スタンリーはノーデルがより自然な出産方法や乳児のケアについて持っている新しい考え方に不安を感じていたのである。
その後1か月ほどの間は事態は平穏なままだったが、スタンリーは夜遅くのバックリーからの電話で起こされ、ケイが家を出て行ってしまったと聞かされる。バックリーとケイの家に忍び込んだスタンリーは、タクシーの運転手から、ケイがタクシーでスタンリーの家まで来たことを知る。その後、スタンリーは自宅に戻り、そこでは、ケイの嫉妬がバックリーが夜遅くまで職場で働いていたことに対する誤解に基づくでものであることが判明した後、夫婦は仲直りする。ケイとスタンリーは、バックリーは家族に対して献身的であることを理解する。
赤ちゃんの誕生が近づくと、両親と祖父母は神経を擦り減らす。やがて男の子が誕生すると、誰もが喜ぶが、スタンリーはまだ名前のない赤ちゃんを遠くから眺めているのが殆どで、赤ちゃんはスタンリーが近づくたびに泣き始める始末だ。
赤ん坊が生後6か月になると、ケイはスタンリーに孫と親しく接する時間を与えたいと考え、バックリーの短期間の出張に同行し、赤ん坊を実両親に預ける。ある日の午後、ケイがまだ戻る前、スタンリーは赤ん坊を連れて公園へ散歩に行く。赤ん坊が乳母車の中で漸く眠ると、スタンリーは近所の少年たちとサッカーをして遊び始め、時間が経つのを忘れてしまう。サッカーを終えた後、スタンリーは乳母車がなくなっていることに気付き、公園と家の間を必死に探す。窓からケイが早く戻ってきたのが見えたことから、彼はパニックになり、タクシーで地元の警察署に駆け込む。混乱したスタンリーは険しい顔の巡査部長に赤ん坊を失くしたと告白する。赤ん坊を発見した警察官が怒ることを恐れたスタンリーは、孫が抱き上げた時に叫び始めないようにと密かに祈る。赤ちゃんはスタンリーに会えて大喜びし、スタンリーは安心する。その瞬間から2人はますます親しくなる。暫くして、赤ちゃんの洗礼式で、孫が遂に「スタンリー・バンクス・ダンスタン」と名付けられたとき、スタンリーは誇らしげに笑みを浮かべるのだった。

## キャスト
| 役名                     | 俳優                   | 日本語吹替   | 日本語吹替 |
| 役名                     | 俳優                   | NHK版        |            |
| ------------------------ | ---------------------- | ------------ | ---------- |
| スタンリー・T・バンクス  | スペンサー・トレイシー | 巌金四郎     |            |
| エリー（スタンリーの妻） | ジョーン・ベネット     | 金子亜矢子   |            |
| ケイ（スタンリーの娘）   | エリザベス・テイラー   | 二階堂有希子 |            |
| バックリー・ダンスタン   | ドン・テイラー         |              |            |
| 神父                     | ポール・ハーヴェイ     |              |            |
| ドリス・ダンスタン       | ビリー・バーク         |              |            |
| ハーバート・ダンスタン   | モローニ・オルセン     |              |            |
| デライラ                 | マリエッタ・キャンティ |              |            |
| トミー・バンクス（次男） | ラス・タンブリン       |              |            |
| ベン・バンクス（長男）   | トム・アイリッシュ     |              |            |

- NHK版：初回放送1968年8月10日『劇映画』[2]

## スタッフ
- 監督：ヴィンセント・ミネリ
- 製作：パンドロ・S・バーマン（英語版）
- 原作：エドワード・ストリーター（英語版）『Father of the Bride』
- 脚本：フランシス・グッドリッチ（英語版）、アルバート・ハケット（英語版）
- 音楽：アルバート・センドリー（英語版）
- 撮影：ジョン・アルトン（英語版）
- 編集：フェリス・ウェブスター（英語版）